# مایکل فرانکلین
مایکل فرانکلین (به انگلیسی: Michael J. Franklin) کارآفرین نرم‌افزاری آمریکایی و دانشمند رایانه و متخصص در زمینه توزیع و جریان داده‌های تکنولوژی است. او رئیس شرکت لیو فامیلی در علوم رایانه و رئیس بخش علوم رایانه در دانشگاه شیکاگو و پروفسور علوم رایانه در دانشگاه کالیفرنیا، برکلی و مدیر ارشد فناوری در  تروویزو است. فرانکلین لیسانس خود را در ۱۹۸۳ از دانشگاه ماساچوست در امهرست و فوق لیسانسش را از مؤسسه ونگ در سال ۱۹۸۶ بدست آورد. او دکترایش را در سال ۱۹۹۳ از دانشگاه ویسکانسین-مدیسن با تز دکترای «ذخیره‌سازی و مدیریت حافظه در سیستم‌های پایگاه داده مشتری-سرور» گرفت.
در سال ۲۰۲۲، فرانکلین برترین محقق در زمینه پایگاه‌های داده بود.